# ボク×カノ
『ボク×カノ』は、しまだによる日本の漫画作品。『月刊少年エース』（角川書店）において、2009年4月号（2009年2月26日発売）から2009年10月号（2009年8月26日発売）まで連載された。単行本は全1巻。作者初連載作品。

## 概要
読切作品として『月刊少年エース』上にて掲載された「ボクがカノジョの場合」が元となっている。連載を開始した頃、『月刊少年エース』では新連載作品・移籍作品が多くなって同時期に連載開始されたほかの作品は巻頭カラー・巻中カラーで冒頭部分がカラーの漫画となっていた。さらには読切作品には、巻中カラーのうえ冒頭がカラーの漫画となっているのに本作は冒頭部分がカラーではあるもののイラストとなっており、他の作品に比べて冷遇されていた。作品のジャンルは、ラブコメディーであり、読切の際も、主人公の少年が女装するという点は同じである。誌面には、「新感覚女装コメディー」と銘打っていた。

## ストーリー
勉強も運動も苦手な主人公・林翔太朗は、憧れのクラスメイト・神田弥生ともろくに話せず、悶々とした日々を送っていた。ある日、腐女子の姉林みどりに連れられて、人気アニメのイベントに行くことに……。しかし、姉によってまんまと女装をさせられてしまう。そこで、偶然にも弥生と遭遇して……。

## 登場人物
林 翔太朗
本作の主人公。勉強は定期テストで学年最下位、運動はバスケットボールで頭数に数えられないほどの冴えない少年。姉・みどりの影響下か、若干オタクと思われる描写がある。みどりの同人誌製作のアシスタントをすることもある。みどりにアニメ『地上回転グランレガン』のイベントなるものに連れていってもらうが、そこで少女キャラクターのコスプレをさせられてしまう。これが翔太朗の女装の原点である。女装しても声で男性とバレなかったことから、声は高いと思われる。回が進むにつれ化粧の技術などに磨きがかかってくる。
しょうこ
翔太朗が女装した姿。上述のコスプレ。基本的にみどりが弥生と共にアニメ関連の催しの際にさせる。正体はみどりしか知らない。
神田 弥生
本作のヒロイン。勉強も運動もよくでき、人に優しい、翔太朗のクラスメイト。スタイルも良い。本編より3ヶ月前にみどりと道端でぶつかってしまい、その際に見た同人誌に興味を持ち、みどりと今日のような仲を持った。みどりの同人サークルにも執筆しており、BLにも目覚めかけている。しょうことも初めて会ったときにタチの悪いコスプレカメラマンから助けられて以来憧れている。
林 みどり
翔太朗の姉。美少年も美少女も両方イケる腐女子。翔太朗に女装のキッカケを与えた人物。普段から弥生とは仲が良い。主にBL系の同人サークルも主宰しており(結構人気があるらしい)、己の欲望のためなら修羅にもなれる性格。
植松 梢
翔太郎のクラスメイトで、過度のドジっ子で内気な性格。そんな自分を変えたいと執事喫茶「Ikemen Butt」で霧崎という名で「男」としてバイトを始め、それ以来男装に目覚めている。しょうこの正体が翔太郎と知っており、同じ理由だと共感を持っている。
霧崎
植松が男装した姿で、執事喫茶「Ikemen Butt」の人気No.1執事。整った顔立ちと誠意を尽くす態度から女性客からも「霧崎サマ」と絶大な人気を誇り、交際を求める女性が後を絶たない。ちなみに期間限定の「執事お手製ハンカチーフプレゼント」の時は行列が出来るほど。
野村 しずく
人気モデルで霧崎に好意を持ち、Ikemen Buttに来ては霧崎に交際を求めている。

## 読切「ボクがカノジョの場合」
『月刊少年エース』にて掲載された読切作品。2008年8月号から11月号まで評判が良かったため連続掲載、全4話。実質、本作のプロトタイプで未単行本。ここでは主人公の少年の趣味が女装で、女装して街を歩いている際にクラスメイトにバレてしまい、そこからさまざまな展開に進んでいった。

## 単行本
角川コミックス・エースレーベルより発売、全1巻。
- 2009年9月26日発売、ISBN 978-4-04-715300-4